# St. Kilian (Atzhausen)

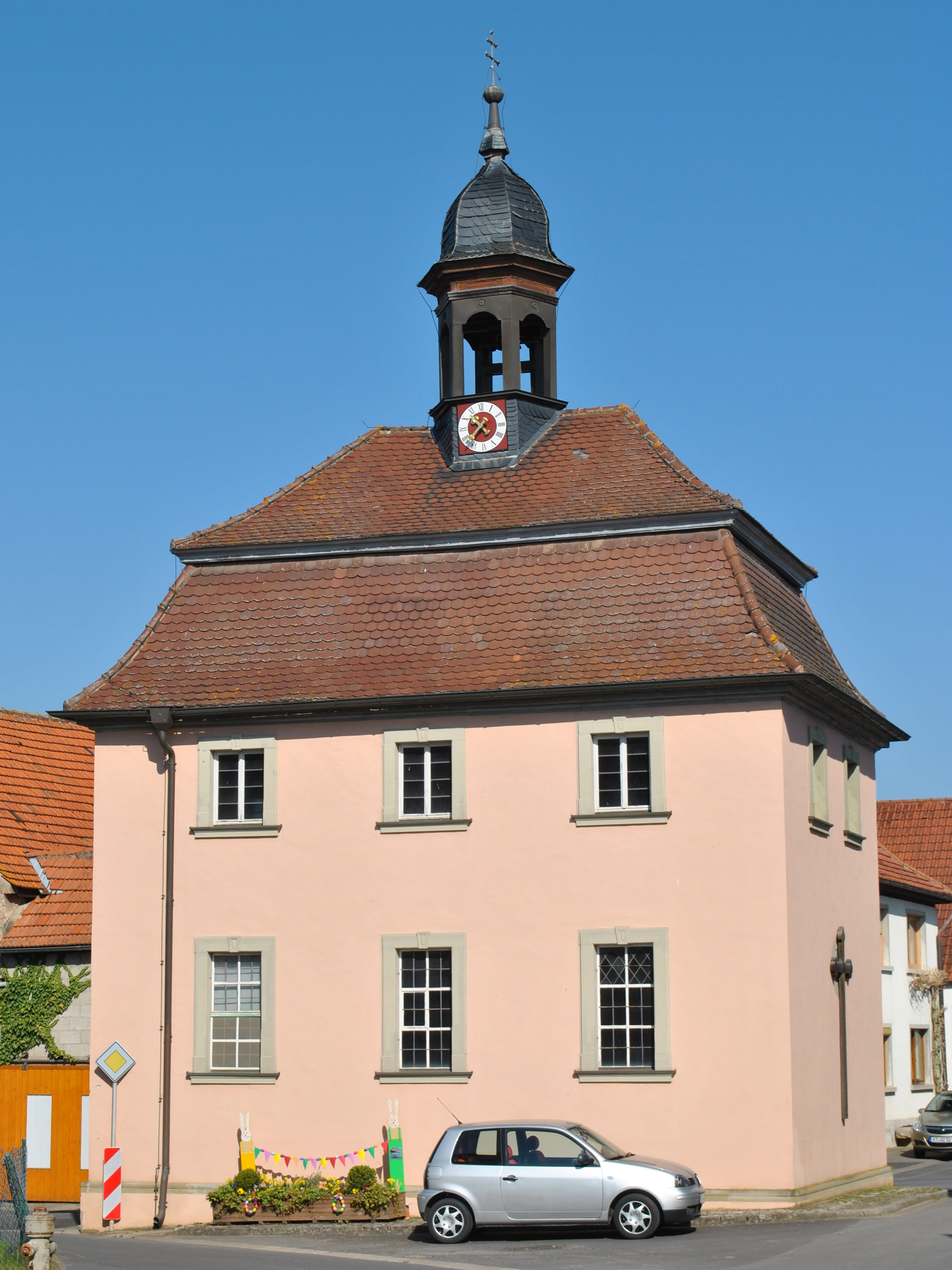
Die Kilianskirche in Atzhausen

Die katholische Filialkirche St. Kilian (früher St. Kilian, Kolonat und Totnan) ist das einzige Gotteshaus im Kleinlangheimer Ortsteil Atzhausen im unterfränkischen Landkreis Kitzingen. Sie liegt an der Düllstadter Straße inmitten des Ortes.

## Geschichte
Kirchlich war Atzhausen lange Zeit mit dem benachbarten Kleinlangheim eng verbunden. Dort saßen die Pfarrer, die auch das Dorf aufsuchten. Um 1530 begann der damalige Kleinlangheimer Dorfherr Markgraf Georg von Brandenburg-Ansbach-Kulmbach, die Reformation in seinen Gebieten einzuführen, auch Atzhausen wurde lutherisch. Dies änderte sich erst mit der Umpfarrung nach Wiesentheid am 26. Juni 1680. Der Wiesentheider Grundherr Johann Otto von Dernbach trieb die Gegenreformation voran.
1748 entstand im nun wieder katholischen Atzhausen ein eigenes Gotteshaus. Der zweigeschossige Bau enthielt im Erdgeschoss einen kleinen Betraum, während im Obergeschoss ein Schulraum und die Lehrerwohnung untergebracht waren. Erst 1778 begann man, den Betraum zu einer echten Kapelle umzuwandeln, um 1785 konnte die Filialkirche vom Wiesentheider Pfarrer Paul Anton Hiereth geweiht werden. Zu Beginn des 19. Jahrhunderts verlegte man auch die Lehrerwohnung aus dem Gebäude.
Die Atzhäuser Kapelle wurde 1871 den Frankenaposteln Kilian, Kolonat und Totnan unterstellt. Heute ist sie lediglich dem heiligen Kilian geweiht. Eine umfassende Außenrenovierung fand 1935 statt. Am 15. November 1950 gelangte die Kirchengemeinde Atzhausen zur Pfarrei Stadtschwarzach. Weitere Renovierungsmaßnahmen waren eine Fassadenerneuerung 1967, eine Innenrenovierung 1989 und eine Außenrenovierung 1994.

## Architektur
Die Kilianskirche präsentiert sich als schlichter Mansarddachbau. Er erinnert an das Rathaus im nahen Wiesentheid. Der Aufgang zur ehemaligen Lehrerwohnung wird durch einen runden Treppenturm ermöglicht, der am Gebäude angebracht wurde. Eine Inschrift an diesem Turm verweist auf das Errichtungsjahr und lautet „1748 I.M.D. Schultheis“. Das Gebäude wird durch drei auf zwei Fensterachsen mit rechteckigen Fenstern gegliedert. Eine sechsseitige Kuppel mit Laterne schließt als Dachreiter den Bau ab. Im Inneren wurde eine Flachdecke mit Hohlkehle mit dem „IHS“-Monogramm stuckiert.

## Ausstattung

### Glocken

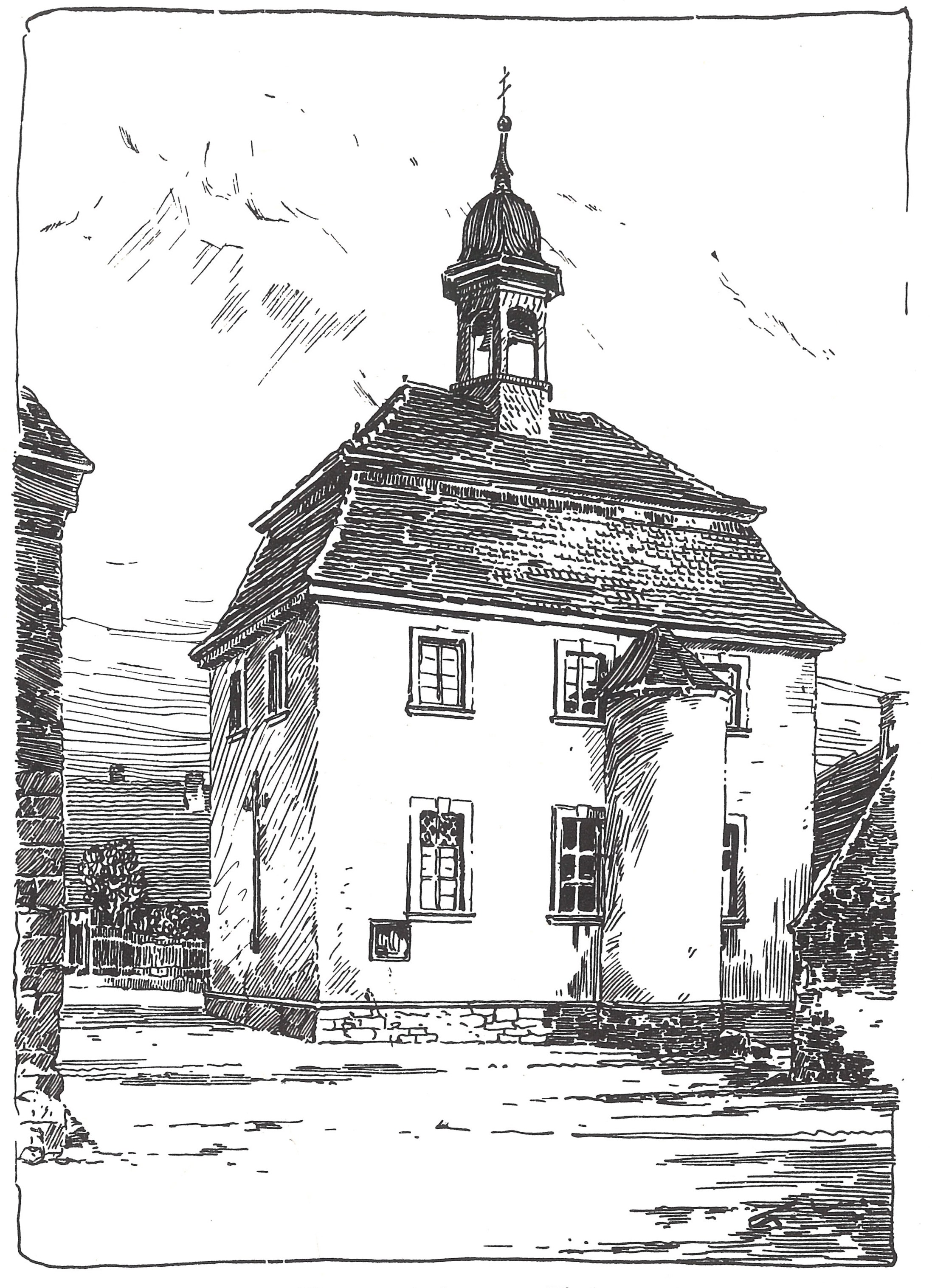
Die Kirche zu Beginn des 20. Jahrhunderts

Im Dachreiter der Kilianskirche befindet sich ein zweistimmiges Geläut. Die größere Glocke wurde 1950 geschaffen, wahrscheinlich war eine ältere Glocke im Zweiten Weltkrieg eingeschmolzen worden. Die Glockengießerei Czudnochowsky aus Erding schuf die sogenannte Kiliansglocke und verzierte sie mit der Inschrift „Gewidmet dem Kirchenpatron St. Kilian. Atzhausen 1950“. Älter ist die zweite Glocke, die bereits 1922 geschaffen wurde.
| Nummer | Name          | Gussjahr | Grundton | Gewicht | Durchmesser |
| ------ | ------------- | -------- | -------- | ------- | ----------- |
| 1      | Kiliansglocke | 1950     | a″       | 50 kg   | 45 cm       |
| 2      | Kleine Glocke | 1922     | c‴       | 40 kg   | 33 cm       |

### Innenausstattung
Den Mittelpunkt im Kircheninneren bildet der zweisäulige Hochaltar. Sein Aufbau mit dem für Franken typischen Weinlaub-Ornament stammt aus dem 18. Jahrhundert. Zwischen den Giebeln des Altares erscheint eine geflügelte Putte. Das Blatt schuf der Münchner Künstler Max Bernatz 1893. Es zeigt die Heilige Familie. Das Tabernakel wurde erst in der ersten Hälfte des 20. Jahrhunderts angeschafft. Seit dem Zweiten Vatikanischen Konzil dient die Altarmensa als Volksaltar.
Ältestes Stück im Inneren der Filialkirche ist eine kleine Muttergottesfigur an der Altarwand. Sie wurde im 16. Jahrhundert geschaffen und gelangte im 19. Jahrhundert durch eine Stiftung nach Atzhausen. Die Empore und die Sakristei wurden 1787 angebaut. An der südlichen Seitenwand befindet sich die Holzfigur eines Engels vom Würzburger Künstler Peter Müller von 1911. Statt einer Orgel wurde ein Harmonium angeschafft. 1995 stiftete die Gemeinde ein Holzkreuz an der östlichen Außenwand der Kirche.